# Люблінський підземний маршрут

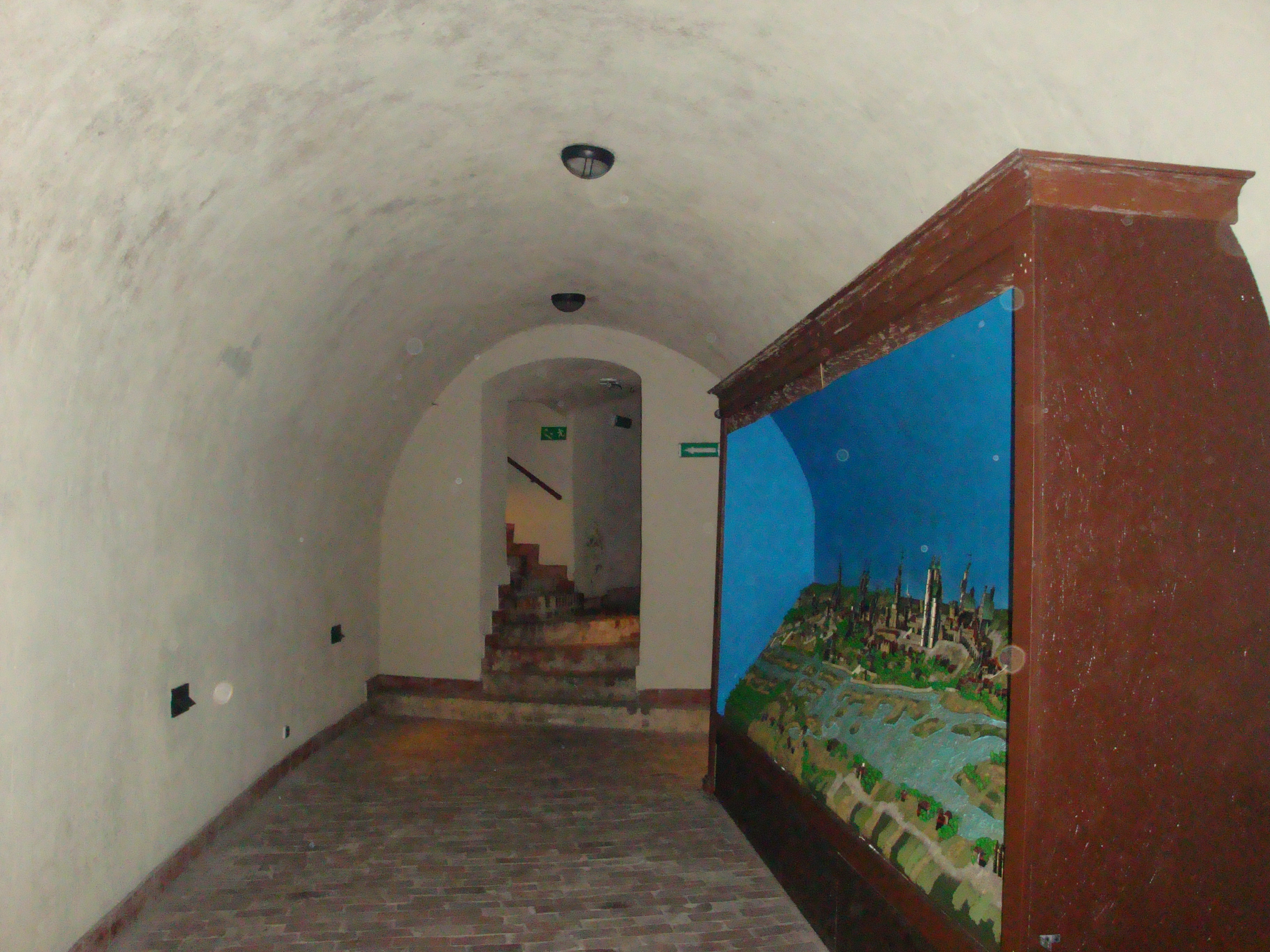
Підземний хід із макетом стародавнього Любліна

Лю́блінський підзе́мний маршру́т (пол. Lubelska Trasa Podziemna) — туристичний маршрут, що пролягає під площею Ринок і забудовою Старого міста в Любліні, завдовжки близько 280 м.
Маршрут з'єднує два важливі для Любліна місця: починається в колишній ратуші (з 1578 — також Коронний Трибунал), а отже, в самому центрі світської влади, а закінчується біля залишків фарного костелу Архангела Михаїла, де колись зосереджувалося релігійне життя міста.
Люблінським підземним маршрутом опікується заклад культури «Брама Ґродська — Театр NN».

## Історія
Відкритий у червні 2006 року. Виник у результаті сполучення численних підвалів Старого міста. Їхня історія сягає початку XVI століття, тобто сторіччя найбільшої величі Любліна. Місто було тоді одним із головних торговельних центрів тогочасної Польщі, у якому проводилися ярмарки, що славилися на всю тодішню Європу (Ягеллонські ярмарки). Люблінські підвали в той період правили за купецькі склади.

## Опис маршруту
Люблінський підземний шлях — це туристично-освітній маршрут. Прогулянка історичними підвалами — це одночасно занурення у минувшину міста та мандрівка в історію забудови його території. Цю історію унаочнює низка макетів, що показують окремі етапи розвитку міста. Деякі з них створила молодь з обмеженими можливостями в рамках спеціальної терапії. Підбір макетів здійснено під кутом зору розвитку оборонних споруд і укріплень міста.
Кульмінацією підземної пішої екскурсії є мультимедійна візуалізація Великої люблінської пожежі, що трапилася 2 червня 1719. Цю візуалізацію, яка являє собою рухомий макет, що продовжує традиції маленьких механічних театрів, зі світловими і звуковими ефектами (пол. teatrzyk «маленький театр»), було створено на основі картини у люблінській базиліці отців домініканів, яка зображує ту подію, та архівних писемних джерел. Відвідувача запрошують пережити один день з історії Любліна вісімнадцятого сторіччя. Сидячи на лавці, як у театрі, і слухаючи розповідь літописця, глядач ніби чимчикує містом разом із віртуальним мандрівником, спізнає його атмосферу, а вслухаючись у багатомовний гамір і відвідуючи храми різних віросповідань, відкриває багатокультурність Любліна, щоб наприкінці опинитися в епіцентрі стихійного лиха і стати свідком чуда, яке врятувало Люблін від повного знищення.
Ходи і зали розмістилися на трьох підземних рівнях на глибині від 9 до 12 метрів. Маршрут проходить під люблінським Старим містом: починається від Коронного трибуналу, простягається під вулицями Золота і Архідияконська, а закінчується в одному з мурованих будинків на площі, назву якої можна перекласти з польської як «На місці фари» (пол. Plac Po Farze).